# 蘇懋祉
蘇懋祉（1583年—1613年），字子介，號碩園，福建泉州府晋江县人，明朝政治人物。

## 生平
万历二十八年（1600年）庚子科福建乡试举人，三十五年（1607年）丁未科進士，都察院觀政，本年八月授南昌知县，三十六年调宁陵知县，四十一年補歙县知县，丁憂，卒。

## 家族
曾祖蘇輔。祖父蘇鎮，壽官。父蘇存淑。母李氏，是李贽（李卓吾）二妹。严侍下。兄苏懋祺，字子迪，號修翼，万历二十二年甲午科舉人，授长汀教諭，丁艱，起補乐亭知县，遷新河知县。弟懋祖、懋禱。